# أليس توماس أليس
أليس توماس أليس (بالإنجليزية: Alice Thomas Ellis)‏‏ (9 سبتمبر 1932 في ليفربول - 8 مارس 2005 ) روائية، وكاتِبة من المملكة المتحدة.

## الجوائز
- زميل في الجمعية الملكية للأدب